# Schronisko Południowe przy Kołodziejówce
Schronisko Południowe przy Kołodziejówce – jaskinia typu schronisko w miejscowości Sąspów w województwie małopolskim, w powiecie krakowskim, w gminie Jerzmanowice-Przeginia, w skale Kołodziejówka.

## Opis obiektu
Skała Kołodziejówka znajduje się w najwyższej części orograficznie prawych zboczy wąwozu Babie Doły. Wąwóz ten ma wylot we wsi Sułoszowa i na jej terenie znajduje się większa jego część, ale najwyższe partie wąwozu są już w Sąspowie. Schronisko znajduje się 14 m nad dnem wąwozu, u południowo-wschodniej podstawy skały Kołodziejówka. Ma otwór o wysokości 1,3 m i szerokości 1,6 m. Znajduje się za nim niewielka salka o opadającym dnie z korytarzykiem, którego koniec zablokowany jest skałami. Prawdopodobnie ma on połączenie ze znajdującym się po przeciwległej stronie skały Schroniskiem Północnym przy Kołodziejówce.
Schronisko powstało wzdłuż pionowych szczelin ciosowych w wapieniach skalistych z późnej jury. W jego stropie są kotły wirowe o średnicy kilkunastu cm i rynna stropowa, co świadczy o tym, że zostało przemodelowane przez płynące nim wody. Powstało w strefie freatycznej. Jest suche i oświetlone rozproszonym światłem słonecznym, choć ciemne. Jego namulisko składa się z wapiennego gruzu zmieszanego z próchnicą i warstwą liści, na ścianach i stropie są nacieki grzybkowe. Ściany przy otworze porastają glony.

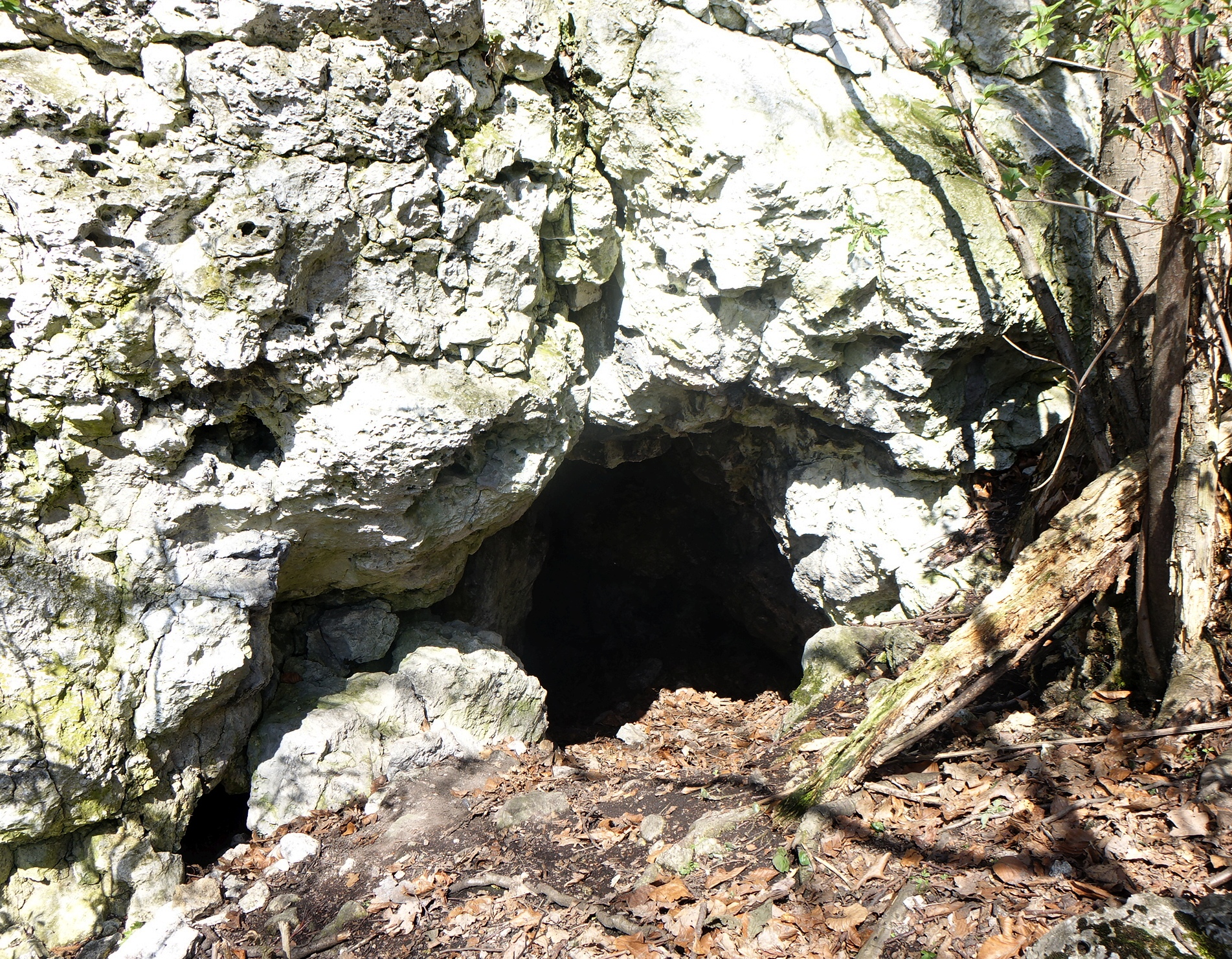
Otwór
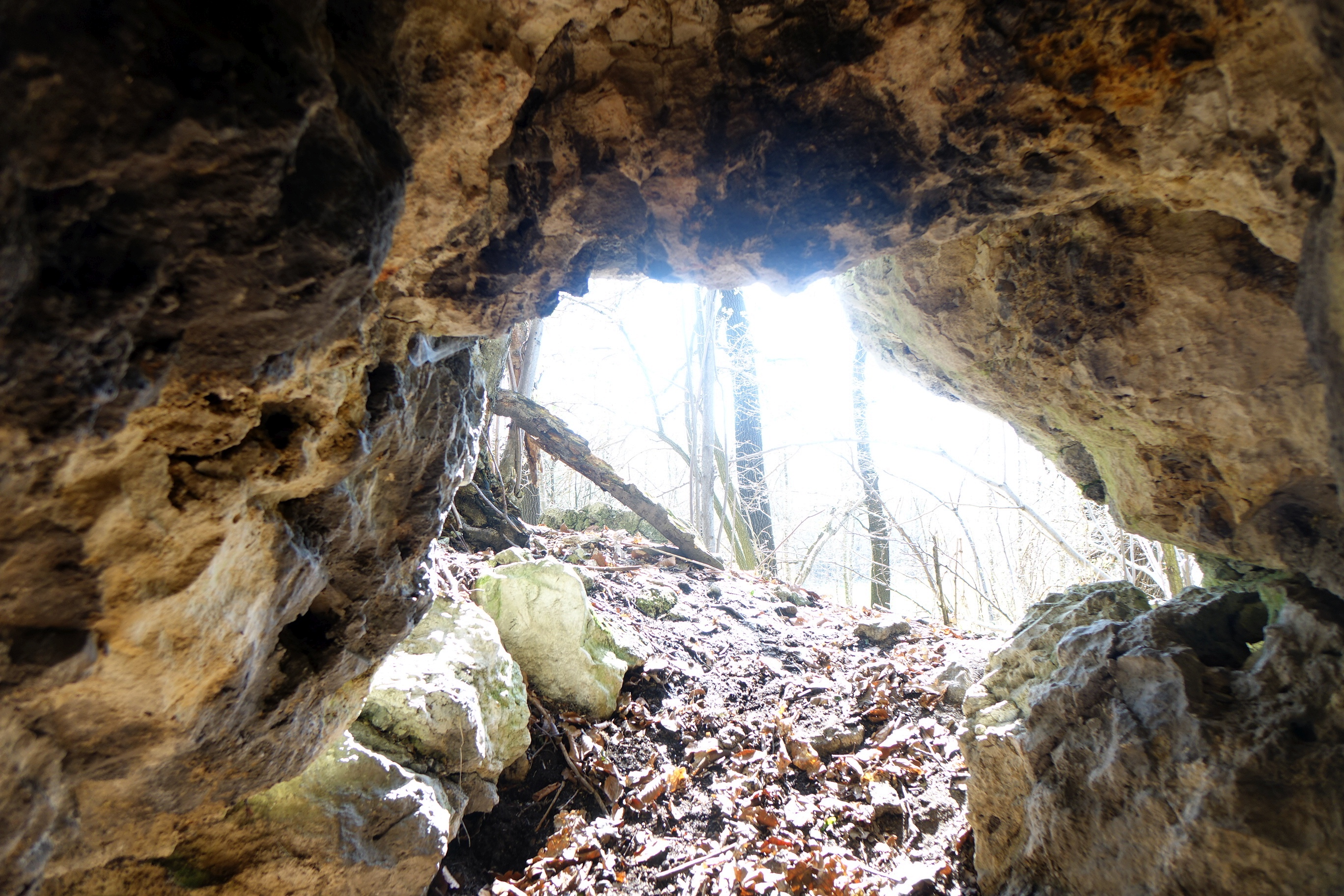
Widok z otworu
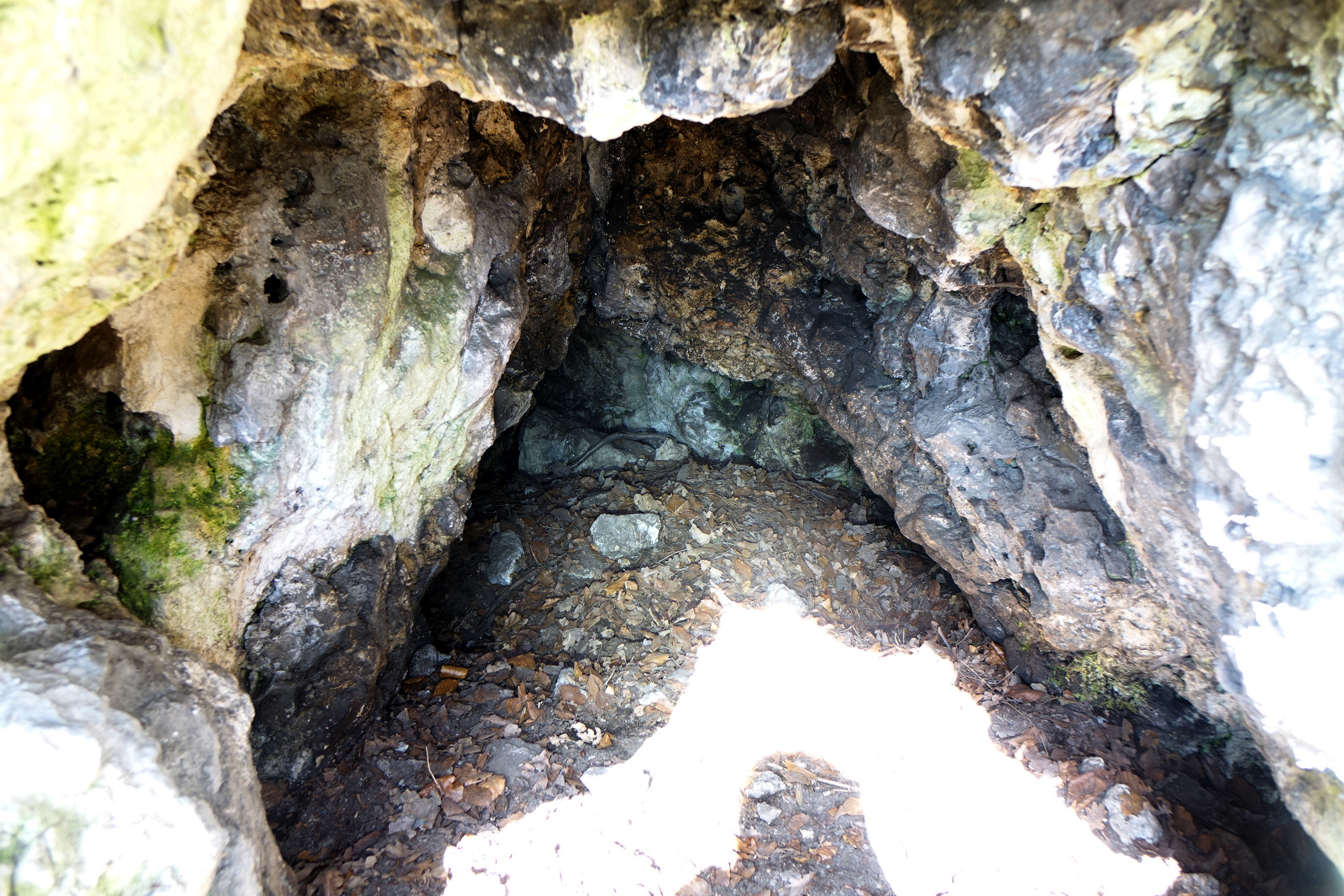
Salka